# Pseudodistoma arnbacki
Pseudodistoma arnbacki är en sjöpungsart som beskrevs av Pérès 1959. Pseudodistoma arnbacki ingår i släktet Pseudodistoma och familjen Pseudodistomidae. Inga underarter finns listade i Catalogue of Life.